# Chang Hyuk-jin
Đây là một tên người Triều Tiên, họ là Jang (họ người Triều Tiên).
Chang Hyuk-jin (tiếng Hàn: 장혁진; sinh ngày 6 tháng 12 năm 1989) là một tiền vệ bóng đá Hàn Quốc thi đấu cho đội bóng tại K League 2 Ansan Greeners.

## Sự nghiệp câu lạc bộ
Chang gia nhập Gangwon FC thi đấu K League mùa giải 2011, trước đó anh thi đấu cho đội bóng tại Giải Quốc gia Hàn Quốc Gangneung City FC. Trận đấu đầu tiên cho Gangwon là ở vòng 2 của Cúp Liên đoàn bóng đá Hàn Quốc 2011 trước Chunnam Dragons, khi anh vào sân từ ghế dự bị từ đầu hiệp hai. Trận đấu đầu tiên của Chang ở K League là trước Ulsan Hyundai FC, một lần nữa là từ ghế dự bị.

## Thống kê sự nghiệp câu lạc bộ
Tính đến 8 tháng 1 năm 2014
| Thành tích câu lạc bộ | Thành tích câu lạc bộ | Thành tích câu lạc bộ  | Giải vô địch | Giải vô địch | Cúp     | Cúp       | Cúp Liên đoàn | Cúp Liên đoàn | Tổng cộng | Tổng cộng |
| Mùa giải              | Câu lạc bộ            | Giải vô địch           | Số trận      | Bàn thắng    | Số trận | Bàn thắng | Số trận       | Bàn thắng     | Số trận   | Bàn thắng |
| Hàn Quốc              | Hàn Quốc              | Hàn Quốc               | Giải vô địch | Giải vô địch | Cúp KFA | Cúp KFA   | Cúp Liên đoàn | Cúp Liên đoàn | Tổng cộng | Tổng cộng |
| --------------------- | --------------------- | ---------------------- | ------------ | ------------ | ------- | --------- | ------------- | ------------- | --------- | --------- |
| 2010                  | Gangneung City FC     | Giải Quốc gia Hàn Quốc | 12           | 3            | 1       | 0         | —             | —             | 13        | 3         |
| 2011                  | Gangwon FC            | K League               | 5            | 0            | 2       | 0         | 3             | 0             | 10        | 0         |
| 2011                  | Gangneung City FC     | Giải Quốc gia Hàn Quốc | 13           | 5            | 0       | 0         | —             | —             | 13        | 5         |
| 2012                  | Gangwon FC            | K League 1             | 15           | 1            | 1       | 0         | —             | —             | 16        | 1         |
| 2013                  | Sangju Sangmu FC      | K League 2             | 10           | 1            | 0       | 0         | —             | —             | 10        | 1         |
| Tổng cộng sự nghiệp   | Tổng cộng sự nghiệp   | Tổng cộng sự nghiệp    | 55           | 10           | 4       | 0         | 3             | 0             | 61        | 10        |